# 达德利·迪格斯
达德利·迪格斯（英語：Dudley Digges，1583年5月19日—1639年3月18日），是英国的外交官、政治家，托马斯·迪格斯的儿子，曾担任驻俄国公使、驻荷兰公使、卷宗保管及主事官和英格兰大法官法院记录官。他的儿子爱德华·迪格斯是弗吉尼亚殖民地总督。